# Unknown armies
Unknown Armies es un juego de rol de temática oculta de John Scott Tynes y Greg Stolze, publicado por Atlas Games . La primera edición se publicó en 1998, la segunda en 2002 y tercera edición en 2017. El juego está ambientado en un submundo oculto posmoderno donde los personajes ejercen la magia gracias a sus creencias personales o su comportamiento arquetípico.

## Sistema de juego
Unknown Armies utiliza un sistema de juego d100.
Los jugadores pueden comenzar como mundanos, Avatares o Adeptos . El beneficio de los dos últimos es que uno se encuentra en sintonía con alguna fuerza mística, y lo más probable es que esté al tanto del submundo ocultista. Un Avatar es una persona que canaliza un arquetipo, un rol poderoso y universal en la cultura. Los ejemplos incluyen el místico hermafrodita, el cazador o el demagogo. Los adeptos tienen hechizos relacionados con sus obsesiones y deben potenciarse con actividades relacionadas. Sin embargo, jugar con mundanos también tiene sus ventajas, ya que uno puede gastar sus puntos en otros aspectos además del poder de un Avatar o Adepto.
Las estadísticas principales de cada personaje son:
- Cuerpo: se ocupa de las principales habilidades físicas.
- Velocidad: se ocupa de las habilidades basadas en la destreza.
- Mente: se ocupa de las habilidades mentales.
- Alma: se ocupa de la personalidad y las habilidades basadas en espirituales.

### Sistema de juego para las ediciones primera y segunda
En la primera y segunda ediciones, los jugadores pueden crear sus propias habilidades.
El personaje de cada jugador también comienza con una obsesión (algo que apasiona al personaje) y la relaciona con una habilidad relevante. Por ejemplo, un coleccionista de sellos obsesivo probablemente tendrá la habilidad de tasar como una habilidad obsesiva.
El sistema también introduce el concepto de flip-flopping, en el que los jugadores que utilizan su habilidad obsesiva pueden optar por cambiar la forma de interpretar los dados en sus tiradas; por ejemplo, convertir un 74 en 47.
También hay 5 medidores de locura, que ayudan a expresar la estabilidad mental del personaje:
- Violencia: representa la reacción de tu personaje a los actos violentos.
- Antinatural: representa la reacción de tu personaje ante lo antinatural.
- Impotencia: representa la reacción de tu personaje en situaciones de impotencia.
- Aislamiento: representa la reacción de tu personaje en períodos de aislamiento/soledad.
- Uno mismo: representa la capacidad de tu personaje para lidiar con problemas relacionados con la identidad.

El medidor de locura se considera una de las mejores mecánicas de juego para manejar el problema de la estabilidad mental de un PJ.

## Recepción
Un crítico del segundo volumen en línea de Pyramid escribió:
Imagine un mundo construido con la iluminación mágica de Tim Powers y la acción cruda y brutal de James Ellroy. Imagínalo filmado por una mezcla alquímica de John Woo y Quentin Tarantino. Agrega una banda sonora de Steve Earle/Nick Cave contundente y mira la película en el cine más raro y espeluznante que puedas imaginar en la parte más mala de la ciudad. Multiplica todo eso por once, y estarás cerca de Unknown Armies.
Kenneth Hite afirma que
Unknown Armies nos dice que la única realidad es lo que los seres humanos eligen hacer de y con ella, y nos asusta con la idea de que solo a los locos les importa lo suficiente como para cambiarla realmente. Pero a pesar de todo, sigue siendo un juego de alquímico optimismo: de locos y solitarios en los márgenes de la sociedad, puede surgir un mundo mejor. Si lo quieren lo suficiente como para luchar contra todos los demás locos y solitarios hasta la muerte, y arriesgarse a perder el resto de sí mismos.
La segunda edición de Unknown Armies ganó el premio ENnie Gold de 2003 al Mejor producto de juego no abierto.

## Reseñas
- Pyramid - Segunda Edición[5]
- Backstsab # 12[6]
- InQuest 50